# Vega de Alatorre
Vega de Alatorre là một đô thị thuộc bang Veracruz, México. Năm 2005, dân số của đô thị này là 18507 người.